# David Hasler
David Hasler (Schaan, 4 mei 1990) is een Liechtensteins voormalig voetballer die als aanvaller speelde. Hij speelde onder andere voor FC Vaduz en USV Eschen/Mauren.

## Carrière
David Hasler begon zijn voetbalcarrière bij USV Eschen/Mauren in zijn vaderland Liechtenstein in de 2. Liga, het vierde niveau in Zwitserland. Hij speelde er één seizoen in het eerste elftal in 2006/07. Hij werd gezien als een van de grootste Liechtensteinse voetbaltalenten. De UEFA noemde hem zelfs een van de meeste belovende talenten van 2007. Enkele Zwitserse topclubs als FC Zürich en BSC Young Boys dongen naar zijn handtekening. Uiteindelijk won FC Basel de strijd om de 17-jarige aanvaller en Hasler tekende in de zomer van 2007 een driejarig contract in Bazel. De beloftevolle aanvaller werd er in de B-kern gestald. In 2009 verwierf hij er een basisplaats. Hasler maakte in dat seizoen acht doelpunten voor Basel II, dat toen in derde klasse speelde. Een jaar later vertrok hij naar tweedeklasser FC Vaduz, een club uit eigen land. Hier speelde hij drie jaar, waar hij goed was voor 17 doelpunten in 73 wedstrijden. In 2013 verkaste hij naar zijn oude club USV Eschen/Mauren, waar hij één seizoen speelde. Na een jaar clubloos te zijn geweest, sloot hij aan bij het derde team.

## Internationaal voetbal
David Hasler komt uit voor zijn vaderland Liechtenstein. In april 2006 maakte hij op 15-jarige leeftijd zijn debuut voor Jong Liechtenstein tegen Jong Noord-Ierland. Op 26 maart 2008 debuteerde Hasler voor het eerste elftal in de met 7-1 verloren vriendschappelijke wedstrijd in Valletta tegen Malta. Hij zou vijf jaar uitkomen voor het nationale elftal, waarin hij 28 interlands speelde en één keer scoorde.